# Nikolauskloster (Jüchen)
Das Nikolauskloster in der Stadt Jüchen im Rhein-Kreis Neuss befindet sich bei Schloss Dyck. Bis 1802 lebten dort Franziskaner-Tertiaren, seit 1905 Oblaten der unbefleckten Jungfrau Maria, die 1953 im Nikolauskloster ein Studienheim für junge Männer gründeten. Diese besuchen das Abendgymnasium des Kreises Viersen. Das Kloster war bis 1802 Hauskloster des Geschlechts der Salm-Reifferscheid und geistliches Zentrum der Reichsherrschaft Dyck.

## Geschichte

### Mittelalter
Der genaue Ursprung des Klosters ist unbekannt. Nach Legenden soll eine St.-Nikolaus-Kapelle bereits im 12. Jahrhundert existiert haben. Erstmals schriftlich wurde die Nikolauskapelle am 25. Februar 1398 als „Sinter Claes“ erwähnt. 1401 ließ sich der Einsiedler Heinrich von der Blume, vom Blumenhof von Lüttenglehn, hier nieder und nahm die Kapelle und eine dort befindliche Wohnung in Besitz. Es schlossen sich weitere fünf oder sechs Personen an, die 1403 die Profess der Regel der Regulartertiarier des heiligen Franziskus ablegten. 1451 wurde eine neue Kirche errichtet. St. Nikolaus war seit 1403 Hauskloster und ist bis heute Grablege der Herren von den Dyck, den Grafen von Salm-Reifferscheid.

### Neuzeit
Zwischen 1715 und 1746 erhielt das Kloster seine heutige Gestalt. 1802 wurde es säkularisiert und ging in Besitz des französischen Staates über. Zunächst wurde das Kloster verpachtet. Kurz darauf wurde es 1804 der Ehrenlegion zugewiesen, bevor es 1805 zur Begleichung von Kriegsschulden einem französischen Armeelieferanten überlassen wurde.
Mit der erstmaligen Errichtung des Bistums Aachen 1802 wurde das Gebiet von St. Nikolaus der Pfarrei Glehn zugewiesen und die Klosterkirche aufgegeben. Die Einrichtung der Kirche – darunter der barocke Hochaltar – wurde verkauft oder an andere Kirchen abgegeben und ging verloren.
Am 6. Mai 1806 erwarb Joseph zu Salm-Reifferscheidt-Dyck das Kloster mit 103 Hektar 50 Ar Land. Das Kloster wurde von der Familie Salm-Dyck verpachtet, die Kirche diente als Vorratskammer. Zwischen 1842 und 1854 befand sich in den Klosterräumen eine Ackerbauschule. In den folgenden Jahren ließ der damalige Fürst Joseph die Kirche restaurieren und mit einer neuen Einrichtung versehen (u. a. ein neugotischer Altar). St. Nikolaus wurde durch den Kölner Erzbischof Kardinal von Geissel per Dekret aus dem Pfarrverband Glehn herausgelöst und in die Pfarrei Bedburdyck inkorporiert. So konnte am 10. August 1860 der erste Gottesdienst wieder abgehalten werden. Die Wiederbelebung der Klosterkirche stand zu dieser Zeit in erster Linie im Zusammenhang mit ihrer früheren Nutzung als Grablege der Altgrafen zu Salm-Reifferscheidt-Dyck; als solche sollte sie wieder genutzt werden (siehe unten).
Fürst Alfred zu Salm-Reifferscheidt, der 1893 in die Erbfolge eingetreten war, suchte spätestens seit 1899 einen Männerorden für die Ansiedlung in den Klostergebäuden. Erste Kontakte zu den Oblaten bestanden seit 1901. Ab Oktober 1904 erfolgten dann konkrete Verhandlungen zwischen dem Fürsten und den Oblaten M.I., vertreten durch Pater Max Kassiepe, die im Januar 1905 in einem offiziellen Vertrag mündeten. Die Eröffnung der damals 7. Niederlassung der Oblaten aus Hünfeld bei Fulda im St. Nikolausklosters erfolgte am 6. Oktober 1905. Erster Superior von St. Nikolaus wurde Pater Max Kassiepe (1905–1910).
In der Folge war das Nikolauskloster in der ersten Hälfte des 20. Jahrhunderts ein Zentrum der katholischen Volksmission. Die Patres des Klosters predigten von St. Nikolaus aus in der Regel ein- bis zweiwöchige Missionen in zahlreichen Gemeinden des Ruhrgebiets und des Rheinlandes. Während des Zweiten Weltkrieges diente das Kloster ab Oktober 1944 auch als Lazarett. Infolgedessen wurde 1945 auf dem Klostergelände ein Soldatenfriedhof eingerichtet.
1953 eröffneten die Oblaten im Nikolauskloster ein Studienheim für Spätberufene. 1976 gründeten die Schüler des Studienheims die Blaskapelle „Die fidelen Trachtenmusikanten von St. Nikolaus“. Diese existiert bis heute, ist jedoch inzwischen vom Kloster unabhängig.
Aufgrund mangelnder Resonanz wurde das Studienheim Ende der 2000er geschlossen; die Oblatenpatres betreiben im Kloster heute ein Zentrum für Kinder- und Familienpastoral. Dazu wurde 2016 aus einer alten Turnhalle auf dem Gelände die "Kinder- und Familienkirche" errichtet.

## Fürstengruft

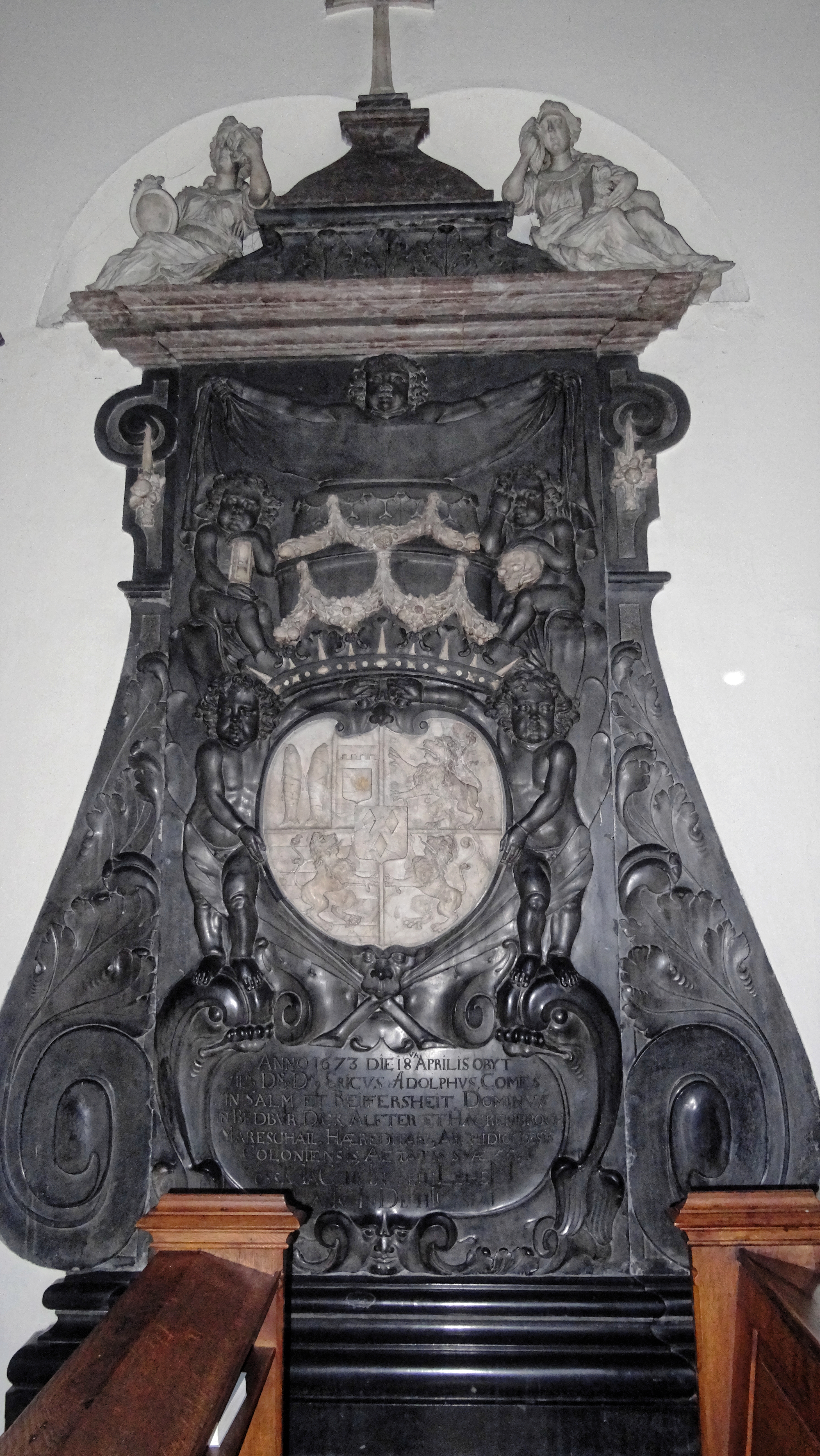
Nikolauskloster Jüchen; Epitaph Erich-Adolph von Salm-Reifferscheidt, († 1673)

Unterhalb der Klosterkirche befindet sich die Familiengruft der Altgrafen und Fürsten zu Salm-Reifferscheidt-Dyck. Bereits seit 1495 wurden dort Mitglieder der fürstlichen Familie beigesetzt. Die alte Gruft wurde mit der Restaurierung der Kirche 1859 für immer verschlossen. Gleichzeitig wurde eine neue Gruft angelegt, die den größten Teil des Kirchenschiffs unterkellert. Die neue Gruft wurde erstmals zur Beisetzung des Fürsten Joseph 1861 genutzt. Die bislang letzte Beisetzung war die der Fürstin und Altgräfin Cecilie zu Salm-Reifferscheidt-Dyck im Jahre 1991.
In der Klosterkirche findet sich an deren Südwand ein großes Epitaph aus schwarzem und weißem Marmor. Das Denkmal zeigt zwischen zwei Voluten, gehalten von zwei Putten das Wappen der Grafen von Salm-Reifferscheidt. Das Epitaph ist das Grabdenkmal des Grafen Erich-Adolph von Salm-Reifferscheidt († 1673) aus dem Kloster Bethlehem. Es wurde bei der Aufhebung des Klosters Bethlehem und dessen anschließenden Verkauf 1805 zunächst in die alte Kirche St. Lambertus in Bedburg übertragen, bevor es in Folge des Abrisses dieser Kirche 1895 im Nikolauskloster aufgestellt wurde.

## Sonstiges
Bereits mehrfach diente das Nikolauskloster als Drehort für Fernsehproduktionen. So war es 2014 Kulisse für die Episode Camilla und die tote Nonne (18. Episode der 13. Staffel, Erstausstrahlung am 17. Februar 2015) der ZDF-Krimiserie SOKO Köln.
Im Oktober und Dezember 2020 diente das Nikolauskloster erneut als Filmkulisse. Es erfolgten Dreharbeiten für den Kinofilm Die Rettung der uns bekannten Welt (Kinostart 2021) unter der Regie von Til Schweiger sowie für den Fernsehfilm Sterben können wir später mit Andrea Sawatzki und Walter Sittler.
Bereits 2003 wurde der Tatort: Hundeleben mit Klaus J. Behrendt und Dietmar Bär unter anderem im Nikolauskloster gedreht.